# المساجید
ال-مساجید یک منطقهٔ مسکونی در یمن است که در استان صنعا واقع شده‌است.